# مركب فاناديوم عضوي
مركبات الفاناديوم العضوية هي مركّبات عضوية فلزّية تحوي على الرابطة الكيميائية V-C بين الفاناديوم والكربون. لمركّبات الفاناديوم العضوية أهمّيّة صناعية، إذ تُستخدَم ضمن الحفّازات في مجال كيمياء البوليميرات.

## أمثلة
من الأمثلة هلى هذه المركبات كل من ثنائي كلوريد الفانادوسين، والذي له تطبيقات في الكيمياء العضوية؛ وسداسي كربونيل الفاناديوم V(CO)6، وهو من الأمثلة النادرة على الكربونيلات الفلزّية ذات المغناطيسية المسايرة. يؤدّي اختزال المركّب الأخير إلى الحصول على أيون −V(CO)6 المتساوي إلكترونياً مع سداسي كربونيل الكروم Cr(CO)6؛ ويمكن لذاك الأيون أن يُختزَل بشكلٍ أبعدَ من ذلك باستخدام الصوديوم في الأمونيا السائلة للحصول على أيون 3−V(CO)5 المتساوي إلكترونياً مع خماسي كربونيل الحديد Fe(CO)5.